# Sesoto
El sesoto (o soto meridional) es una lengua africana hablada en el África Austral, más específicamente en Lesoto y Sudáfrica. El primer país recibe su nombre de esta lengua, que es la lengua propia del pueblo sotho. El nombre vernáculo del país, Lesoto, puede traducirse como "el país de los que hablan sesoto".

## Distribución geográfica

Distribución geográfica del sesoto en Sudáfrica: proporción de la población que habla sesoto en casa.

Distribución geográfica del sesotho en Sudáfrica: densidad de hablantes nativos de sesotho.

Según un censo realizado en 2001, aproximadamente cuatro millones de personas en Sudáfrica (el 8 % de la población) tenía al sesoto como lengua materna. El sesoto es el idioma principal de Lesoto, donde cerca de 1 493 000 personas lo hablan.
Es una de las once lenguas oficiales de Sudáfrica, y una de las dos lenguas oficiales de Lesoto junto con el inglés.